# Billet de 5 000 pesos colombiens
 (mai 2017).
Le billet de 5 000 pesos colombiens (5 000 $) est un des billets de banque en circulation en Colombie. La dernière version, en circulation depuis le 22 septembre 1995, mesure 140 sur 70 millimètres et a pour couleur principale le vert. Le poète José Asunción Silva y est représenté sur le recto tandis que le verso montre à droite une femme près d'une rangée d'arbres et sur la gauche un piédestal sur lequel est inscrit une partie du poème Nocturno.
Il possède de nombreuses caractéristiques de sécurité telles qu'un filigrane, de l'encre ultra-violette, une bande holographique et des micro-impressions, qui certifient de son authenticité.

## Histoire
Jusqu'en 1870, il n'existe pas de banque en Colombie, l'Église et les principaux commerçants dominant alors le marché du crédit. Des monnaies en or, argent, nickel et cuivre circulent mais aucun billet n'est encore émis par le système monétaire encore peu développé de ce pays. La Banque de Bogotá (Banco de Bogotá) est la première banque privée à être fondée en 1870 en Colombie. À partir de 1871, en vertu de la loi 35 de 1865, des billets émis jusqu'en 1886 par trente-six banques privées commencent à coexister avec la monnaie métallique et sont rachetables par cette dernière. En 1886, le président de la Colombie, Rafael Núñez, établit le cours forcé du billet de la Banque Nationale (Banco Nacional) fondée en 1880, mettant fin à l'émission de papier-monnaie par les banques privées sur le long terme. Le décret no 260 de 1885 suspend la convertibilité des billets en monnaie métallique. La loi no 87 de 1886 prescrit le caractère de monnaie légale de la République au billet de la Banque Nationale qui devient obligatoire pour le paiement des revenus et contributions publiques, tout comme dans les transactions entre particuliers. Par ailleurs, il est dorénavant interdit de stipuler toute autre espèce monétaire dans les contrats.
Après sa création en 1923, la Banque de la République (Banco de la República) est instituée comme étant la banque des banques et la seule à pouvoir émettre de la monnaie. Ainsi, entre 1923 et 1931, des coupures de 1, 2, 5, 10, 20, 50, 100 et 500 pesos entrent en circulation. Ces billets sont échangeables en or et en dollars. Après la crise mondiale des années 1930, ils cessent d'être convertibles en or et circulent en tant que moyen légal de paiement jusqu'au milieu des années 1970 où ils sont remplacés par des pièces de monnaie en cuivre et en nickel de valeur équivalente. Ces pièces sont fabriquées jusqu'en 1991 par le Trésor Général de la Nation et non par la Banque de la République. À compter de 1991, cette dernière émet la monnaie métallique, mettant un terme à la dichotomie dans l'émission monétaire en Colombie.

## Éléments graphiques

### Première série (1986-1995)
Édité le 5 août 1986 et mis en circulation pour la première fois le 31 juillet 1986, ce billet de 5 000 pesos colombiens, qui mesure 140 sur 70 millimètres, représente Rafael Núñez sur le recto. Le verso montre Miguel Antonio Caro ainsi que le drapeau et le nom des différents États des États-Unis de Colombie.

### Deuxième série (1995-2016)
La Banque de la République de Colombie fait appel à l'artiste colombien Juan Cárdenas Arroyo (es) pour le design général du billet de 5 000 pesos colombiens qui doit rendre hommage au poète José Asunción Silva à l'occasion du centenaire de sa mort. La création et la première édition de ce billet sont réalisées par l'imprimerie anglaise Thomas De La Rue. Mesurant 140 sur 70 millimètres, il s'agit du quatrième billet avec la valeur la plus élevée en circulation en Colombie après ceux de 10 000, de 20 000 et de 50 000 pesos. Tout comme les autres billets colombiens en circulation, il rend hommage à une personnalité du pays.
Sur le côté recto de ce papier-monnaie dont les couleurs principales sont le marron, l'ocre et le vert, la figure de José Asunción Silva y est représentée. Par ailleurs, des arbres et des plantes rappellent la fertilité de la savane de Bogota à l'époque où vivait le poète. De plus, les billets de 5 000 pesos mis en circulation partir du 1er février 2011 intègrent le chiffre « 5 » en braille pour les personnes aveugles et malvoyantes. Sont également présents d'autres éléments graphiques tels que la valeur du billet en chiffres, le nom de la monnaie (peso), celui du pays (Colombia) ainsi que celui de la banque centrale (Banco de la República). Enfin, chaque billet porte les signatures du directeur général et du directeur exécutif de la Banque de la République de Colombie qui sont en poste au moment de son édition.
Au centre du verso du billet figurent, dans un encadré bleu foncé, une rangée d'arbres, une jeune femme et un piédestal lors d'une nuit de pleine lune. Deux plumes d'oie, l'une située à droite et l'autre à gauche du billet, symbolisent l'outil de travail du poète. Le logo de la Banque de la République de Colombie est également présent, en bas à droite du billet. Un fragment du poème Nocturno est inscrit en micro-impression sur le piédestal.

### Troisième série (depuis 2016)
Le billet de 20 000 pesos mesure 163 millimètres sur 66 millimètres. Sur le côté recto de ce papier-monnaie, dont la couleur café est prédominante, le portrait du poète José Asunción Silva est représenté à droite. Il y a deux bandes composées d’hexagones, de couleur café, de chaque côté de ce portrait. Celle de droite comprend le texte en majuscules « cinco mil pesos » tandis que celle de gauche  inclus l'inscription en majuscules « José Asunción Silva poeta colombiano (1865-1896) ». Au centre du billet, on voit également Asunción Silva de dos, tenant un parapluie dans ses mains. Un bourdon imprimé partiellement et une plante du genre Puya sont représentés à gauche du corps d'Asunción Silva . La valeur du billet « 5 MIL PESOS » est placée dans le coin supérieur gauche du billet. Le numéro de série, composé de deux caractères alphabétiques et de huit chiffres, est situé dans le coin inférieur droit du billet et à gauche du corps du poète. Les signatures du directeur général de la Banque de la République de Colombie et du directeur exécutif ainsi que les noms de la banque centrale (Banco de la República) et du pays (Colombia) sont situés en bas à gauche.
Le verso du billet représente les paramos colombiens avec des frailejones. On peut également voir en arrière-plan des montagnes et quelques espèces natives des paramos telles que le Condor des Andes et l'Ours à lunettes . Le logo de la Banque de la République de Colombie est situé en haut à droite. La valeur du billet est placée dans le coin supérieur gauche sous l'intitulé « 5 MIL PESOS » et dans le coin inférieur droit sous l'intitulé « CINCO MIL PESOS ». Le poème Melancolía de José Asunción Silva est imprimé en micro-texte sur la droite du billet.
Pour les déficients visuels, le nombre 5 est écrit en braille dans la partie inférieure du billet, légèrement vers la gauche. Par ailleurs, des marques tactiles, composées de trois lignes en diagonale et parallèles entre elles, se trouvent sur les bords latéraux du recto du billet.

## Caractéristiques de sécurité

### Troisième série (depuis 2016)
Les billets de 50 000 pesos colombiens de cette troisième série sont protégés de plusieurs façons. Ainsi, ils ont un fil de sécurité, brillant et de couleur fuchsia. Au verso, lorsqu'on bouge le billet, trois fragments de ce fil de sécurité virent au vert. Le texte « BRC » et la silhouette d'un bourdon sont également visibles par transparence sur ce fil de sécurité. Un filigrane, avec effet tridimensionnel, représente le visage d'Alfonso José Asunción Silva ainsi que le numéro « 5 ». Il existe également plusieurs impressions en relief sur le recto et sur le verso du billet. Grâce à la lumière ultraviolette, la surface du billet apparaît opaque à l'exception, par exemple, du numéro de série au recto qui affiche une fluorescence jaune, de micro-textes et du bourdon qui deviennent vert et orange tandis que des fibrilles jaunes et rouges apparaissent des deux côtés du billet. Il est aussi protégé grâce à un numéro de série, par diverses micro-impressions et par une encre à couleur changeante utilisée sur le recto pour la Puya, cette dernière, de couleur cuivre, devenant verte dans sa partie intérieure lorsque le billet est incliné. Enfin, il est protégé par des effets de transvision. Ainsi, en examinant le billet par transparence, un bourdon et le texte « BRC » réalisés pour partie au recto et pour partie au verso sont restitués dans leur intégralité. Des lignes fines, de couleurs différentes, forment  également plusieurs combinaisons de motifs. Sur le recto, à gauche du portrait du poète, une image latente représentant le texte « BRC » peut être observée lorsque le billet est presque à l'horizontal.

## Production et stockage
Entre 1960 et 2010, sur 19 839,90 millions de billets produits par la Banque de la République de Colombie, 1 972 millions sont des billets de 5 000 pesos colombiens, sachant que ces derniers sont mis en circulation pour la première fois à partir du 31 juillet 1986 avec comme date d'édition le 5 août 1986. 
En 2010, le coût de production d'un billet de 5 000 pesos colombiens est estimé à 80 pesos. En comparaison, les billets de 1 000 et de 50 000 pesos colombiens coûtent respectivement 57 et 103 pesos. Cette différence s'explique par le fait que plus le billet a une valeur élevée, plus des dispositifs de sécurité y sont insérés, engendrant par conséquent des coûts plus importants. Plus de 60 % du coût de production sont pour les caractéristiques de sécurité telles que les filigranes, les fils de sécurité ou les fibrilles et près 20 % sont octroyés aux encres spéciales qui apportent un niveau de sécurité additionnel de par leur résistance à divers agents chimiques, à l'eau et à la chaleur,.
| 1990 | 1991 | 1992  | 1993   | 1994   | 1995 |
| ---- | ---- | ----- | ------ | ------ | ---- |
| 32   | 62   | 96,90 | 120,25 | 123,95 | 176  |

| 1996  | 1997  | 1998   | 1999  | 2000  | 2001 |
| ----- | ----- | ------ | ----- | ----- | ---- |
| 63,30 | 96,70 | 196,95 | 40,40 | 62,50 | 141  |

| 2002 | 2003  | 2004   | 2005  | 2006  | 2007  |
| ---- | ----- | ------ | ----- | ----- | ----- |
| 33   | 95,40 | 119,10 | 17,40 | 69,90 | 91,70 |

| 2008 | 2009   | 2010  | 2011   | 2012   | 2013   |
| ---- | ------ | ----- | ------ | ------ | ------ |
| 115  | 115,40 | 98,15 | 117,00 | 101,90 | 165,40 |

| 2014   | 2015   | 2016  |
| ------ | ------ | ----- |
| 161,30 | 115,50 | 96,90 |

## Émission et circulation
Depuis 1987, la Banque de la République utilise le système métrique décimal comme modèle d'émission pour sa monnaie. Développé par L.C. Payne et H.M. Morgan en Angleterre, il a été adapté à la Colombie. Son objectif premier est d'anticiper la production de billets afin de maintenir les stocks d'argent nécessaires pour satisfaire à la demande de l'économie et de disposer de réserves de sécurité pour couvrir les éventuelles défaillances de l'offre. Afin d'avoir les plus faibles coûts possibles, cet établissement bancaire doit également projeter les dates où il est nécessaire d'introduire de nouvelles dénominations sur les billets ou de les remplacer par de la monnaie métallique.
La Banque de la République estime, qu'à la fin du mois de juillet 2012, 111,3 millions de billets de 5 000 pesos colombiens sont en circulation en Colombie, soit environ 556 500 000 000 pesos colombiens en coupures de 5 000.
| 2002      | 2003      | 2004      | 2005      | 2006      | 2007      |
| --------- | --------- | --------- | --------- | --------- | --------- |
| 444 639,4 | 440 324,7 | 424 854,6 | 366 450,2 | 405 932,8 | 448 958,9 |

| 2008      | 2009      | 2010    | 2011      | 2012 | 2013 |
| --------- | --------- | ------- | --------- | ---- | ---- |
| 515 813,3 | 528 179,5 | 566 934 | 592 909,6 |      |      |

## Contrefaçon
Le président de la Banque de la République de Colombie, José Darío Uribe, lance la campagne Billetes y monedas: valor y arte (Billets et pièces : valeur et art) en 2010 afin que les citoyens puissent repérer les contrefaçons. Grâce à une série d'ateliers, les caissiers, les commerçants, les chauffeurs du service public et, de façon générale, toutes les personnes pouvant être exposées à la réception de la fausse monnaie sont ainsi formés pour reconnaître les faux-billets. À l'issue de cette formation, ils reçoivent comme certificat une décalcomanie à afficher dans leur boutique et sur leurs caisses enregistreuses afin de faire fuir les éventuels trafiquants de fausse monnaie. Selon José Darío Uribe, « les différentes campagnes éducatives que la Banque de la République a réalisées ont permis réduire le nombre de falsifications de billets en Colombie ». La Banque de la République recommande de reconnaître les faux-billets par la méthode simple de "Toucher, regarder et incliner" (Tocar, mirar y girar).
En 2010, la Banque de la République de Colombie estime que, pour un million de billets authentiques en circulation, toutes valeurs confondues, 45 sont des faux,. Pour lutter contre la contrefaçon de billets, le Grupo contra la Moneda Falsa du Cuerpo Tecnico de Investigacion, une division du Parquet général de la Nation, mène des opérations de démantèlement de réseaux de faussaires. Par exemple, en 2011, lors d'un raid, les agents du CTI ont saisi 225 millions de faux pesos dans une maison qui servait d'imprimerie clandestine à Bello dans le département d'Antioquia. Une presse lithographique utilisée pour l'impression du papier-monnaie et des plaques pour l'élaboration de billets de banque de 5 000, de 20 000 et de 50 000 pesos ont également été récupérées. En juin 2016, à Medellín, la police colombienne démantèle deux ateliers clandestins qui fabriquent des faux-billets de 5 000, 10 000, 20 000 et 50 000 pesos. À cette occasion, elle réalise la plus grosse saisie de fausse-monnaie de l'histoire du pays, pour un total de 35 000 millions de pesos.

## Éditions
Entre 1986 et fin 2011, il y a eu vingt-huit éditions de billets de 5 000 pesos colombiens. Durant cette même période, un nouveau design est mis en circulation en remplacement de l'ancien à partir du 22 septembre 1995. En 1986, le tirage initial est fabriqué par l'imprimeur allemand Bundesdruckerei. Il porte la signature du directeur de la Banque de la République de Colombie, Francisco J. Ortega, et de l'avocat général adjoint (abogado subgerente), Roberto Salazar Manrique.
| no | no                 | Éditions                       | Mises en circulation | Modifications par rapport à l'édition antérieure (autres que la date d'édition)                                                                        | Ref.  |
| -- | ------------------ | ------------------------------ | --- | --- | ----- |
|    | 1                  | 5 août 1986                    | 31 juillet 1986 | | [ 4 ] |
| 2  | 5 août 1987        | 12 juin 1989                   | Cette édition est fabriquée en Italie par l'Istituto Poligrafico e Zecca dello Stato. | [ 4 ] |       |
| 3  | 5 août 1988        | 15 juin 1990                   | Les deux fils de sécurité se trouvent dorénavant plus vers le centre du billet. | [ 4 ] |       |
| 4  | 1er janvier 1990   | 28 novembre 1990               | Il s'agit de la première édition de ce billet fabriquée en Colombie. L'inscription « Imprenta de Billetes – Bogotá » y apparaît. Par ailleurs, le billet porte la signature du directeur général de la Banque de la République de Colombie, Francisco J. Ortega, et du secrétaire, Luis Carlos León Cuervo.                                                                    | [ 4 ] |       |
| 5  | 31 janvier 1992    | 3 juin 1992                    | L'inscription « Imprenta de Billetes – Bogotá » est remplacée par « Imprenta de Billetes – Santafé de Bogotá ». Par ailleurs, le billet porte la signature du directeur général de la Banque de la République de Colombie, Francisco J. Ortega, et du secrétaire général, Antonio Cerón del Hierro.                                                                            | [ 4 ] |       |
| 6  | 4 janvier 1993     | 2 juin 1993                    | | [ 4 ] |       |
| 7  | 3 janvier 1994     | 14 mars 1994                   | En application de l'article 6o. de la loi 31 du 29 décembre 1992, la monnaie colombienne devient le peso. Les inscriptions « ORO » disparaissent donc du billet. Cette édition est dorénavant signée par les docteurs Miguel Urrutia Montoya et Fernando Copete Saldarriaga, respectivement directeur général et directeur exécutif de la Banque de la République de Colombie. | [ 4 ] |       |
| 8  | 4 juillet 1994     | 3 novembre 1994                | | [ 4 ] |       |
| 9  | 2 janvier 1995     | 2 février 1995                 | | [ 4 ] |       |
|    | 10                 | 1er mars 1995 1er juillet 1995 | 22 septembre 1995 | Un nouveau design, représentant le poète José Asunción Silva, est mis en circulation afin de lui rendre hommage à l'occasion du centenaire de sa mort. | [ 4 ] |
| 11 | 1er mars 1996      | 18 juillet 1996                | | [ 4 ] |       |
| 12 | 2 janvier 1997     | 10 mars 1997                   | | [ 4 ] |       |
| 13 | 12 octobre 1997    | 16 mars 1998                   | | [ 4 ] |       |
| 14 | 2 avril 1998       | 24 mai 1999                    | | [ 4 ] |       |
| 15 | 23 juillet 1999    | 29 décembre 1999               | | [ 4 ] |       |
| 16 | 12 octobre 1999    | 24 septembre 2001              | Le logo de la Banque de la République de Colombie est dorénavant intégré, en bas à droite du verso du billet. | [ 4 ] |       |
| 17 | 11 novembre 2001   | 10 juillet 2002                | Le lieu d'édition, "SANTA FE DE BOGOTA", est supprimé. Le billet porte les signatures du directeur général de la Banque de la République de Colombie, Miguel Urrutia Montoya, et du directeur exécutif, Gerardo Hernández Correa. | [ 4 ] |       |
| 18 | 17 décembre 2001   | 4 août 2003                    | | [ 4 ] |       |
| 19 | 9 mai 2002         | 19 janvier 2004                | | [ 4 ] |       |
| 20 | 6 juin 2003        | 25 octobre 2004                | | [ 4 ] |       |
| 21 | 20 février 2004    | 27 février 2006                | | [ 4 ] |       |
| 22 | 2 novembre 2005    | 26 mars 2007                   | La signature de Miguel Urrutia Montoya est remplacée par celle du nouveau président de la Banque de la République de Colombie, José Darío Uribe Escobar. Celle du directeur exécutif, Gerardo Hernández Correa, est toujours présente. | [ 4 ] |       |
| 23 | 4 février 2006     | 19 juin 2007                   | Mise en place d'un nouveau système de sécurité : les paillettes irisées sont remplacées par des fibrilles colorées visibles non fluorescentes et des fluorescentes invisibles à l'œil nu. | [ 4 ] |       |
| 24 | 15 novembre 2006   | 6 mai 2008                     | | [ 4 ] |       |
| 25 | 18 août 2007       | 18 juin 2009                   | | [ 4 ] |       |
| 26 | 31 août 2008       | 5 mars 2010                    | | [ 4 ] |       |
| 27 | 21 août 2009       | 1er février 2011               | Le chiffre 5 est rajouté en braille pour les personnes aveugles dans le coin supérieur du côté gauche sur le recto. | [ 4 ] |       |
| 28 | 31 juillet 2010    | 16 décembre 2011               | | [ 4 ] |       |
| 29 | 1er août 2010      | 19 septembre 2012              | | [ 4 ] |       |
| 30 | 24 août 2011       | 9 avril 2013                   | La signature de Gerardo Hernández Correa est remplacée par celle du nouveau directeur exécutif de la Banque de la République de Colombie, José Tolosa Buitrago. Celle du président, José Darío Uribe Escobar, est toujours présente. | [ 4 ] |       |
| 31 | 19 août 2012       | 6 septembre 2013               | | [ 4 ] |       |
| 32 | 20 août 2012       | 21 avril 2014                  | | [ 4 ] |       |
| 33 | 31 août 2013       | 21 novembre 2014               | | [ 4 ] |       |
| 34 | 1er septembre 2013 | 14 août 2015                   | | [ 4 ] |       |
| 35 | 2 septembre 2013   | 11 juillet 2016                | | [ 4 ] |       |
|    | 36                 | 19 août 2015                   | 9 novembre 2016 | Il s'agit de la première édition des billets de 5 000 pesos de la troisième série.                                                                     | [ 4 ] |

- 1re série
- 2e série
- 3e série